# Великий Двор (Липовское сельское поселение)
Вели́кий Двор — деревня в Кирилловском районе Вологодской области.
Входит в состав Липовского сельского поселения, с точки зрения административно-территориального деления — в Липовский сельсовет.
Расстояние до районного центра Кириллова по автодороге — 17 км, до центра муниципального образования Вогнемы по прямой — 11 км. Ближайшие населённые пункты — Кнутово, Бабичево, Жохово, Кузьминка.
По данным переписи в 2002 году постоянного населения не было.